# Pont suspendu de Clifton
Le pont suspendu de Clifton (Clifton Suspension Bridge) est un pont suspendu à chaînes qui enjambe la vallée de l'Avon et relie Clifton, quartier de Bristol, à Leigh Woods dans le Somerset en Angleterre. 
L'image de ce pont conçu par Isambard Kingdom Brunel, dans un site sauvage très encaissé et soumis aux marées, est souvent utilisée comme symbole de la ville de Bristol.

## Histoire
L'idée de construire un pont au-dessus de la vallée de l'Avon est venue en 1754, à la suite de la volonté du négociant bristolien William Vick, qui légua une somme de 1 000 livres dans le but de construire, le jour où cette somme, par les intérêts accumulés, atteindrait 10 000 livres, un pont de pierre entre Clifton bas (lequel était dans le Gloucestershire, à l'extérieur de la ville de Bristol, jusqu'aux années 1830) et Leigh Wood (alors dans le Somerset), deux bourgades très peu peuplées à l'époque.
Vers 1820, le legs de Vick approchait déjà les 8 000 livres, mais il fut alors estimé qu'un pont de pierre coûterait plus de dix fois ce montant. Un acte du parlement fut voté pour permettre de construire en ce lieu un pont suspendu à chaînes de fer forgé, le péage devant amortir la dépense. 
En 1829 fut lancé un concours pour désigner le meilleur projet pour ce pont. Le juge, qui n'était autre que Thomas Telford, rejeta tous les dessins, et essaya de faire passer un dessin dont il était lui-même l'auteur. Un second concours, cette fois tenu par de nouveaux juges, fut remporté par Isambard Kingdom Brunel, pour un pont suspendu avec des tours dans le style égyptien, alors très à la mode. 
Le pont ne fut mis en chantier qu'en 1836, et le capital du legs de Vick s'avéra vite très insuffisant. En 1843, les tours de pierre étaient construites, mais inachevées, et les fonds étaient épuisés. En 1851, toute la ferronnerie fut vendue et utilisée pour le Royal Albert Bridge, également conçu par Brunel, sur la voie ferrée entre Plymouth et Saltash. 
Brunel mourut en 1859, sans voir le pont achevé. Ses collègues de l'Institut des Ingénieurs Civils eurent le sentiment que l'achèvement du pont ferait un monument commémoratif approprié, et commencèrent à rassembler de nouveaux fonds. 

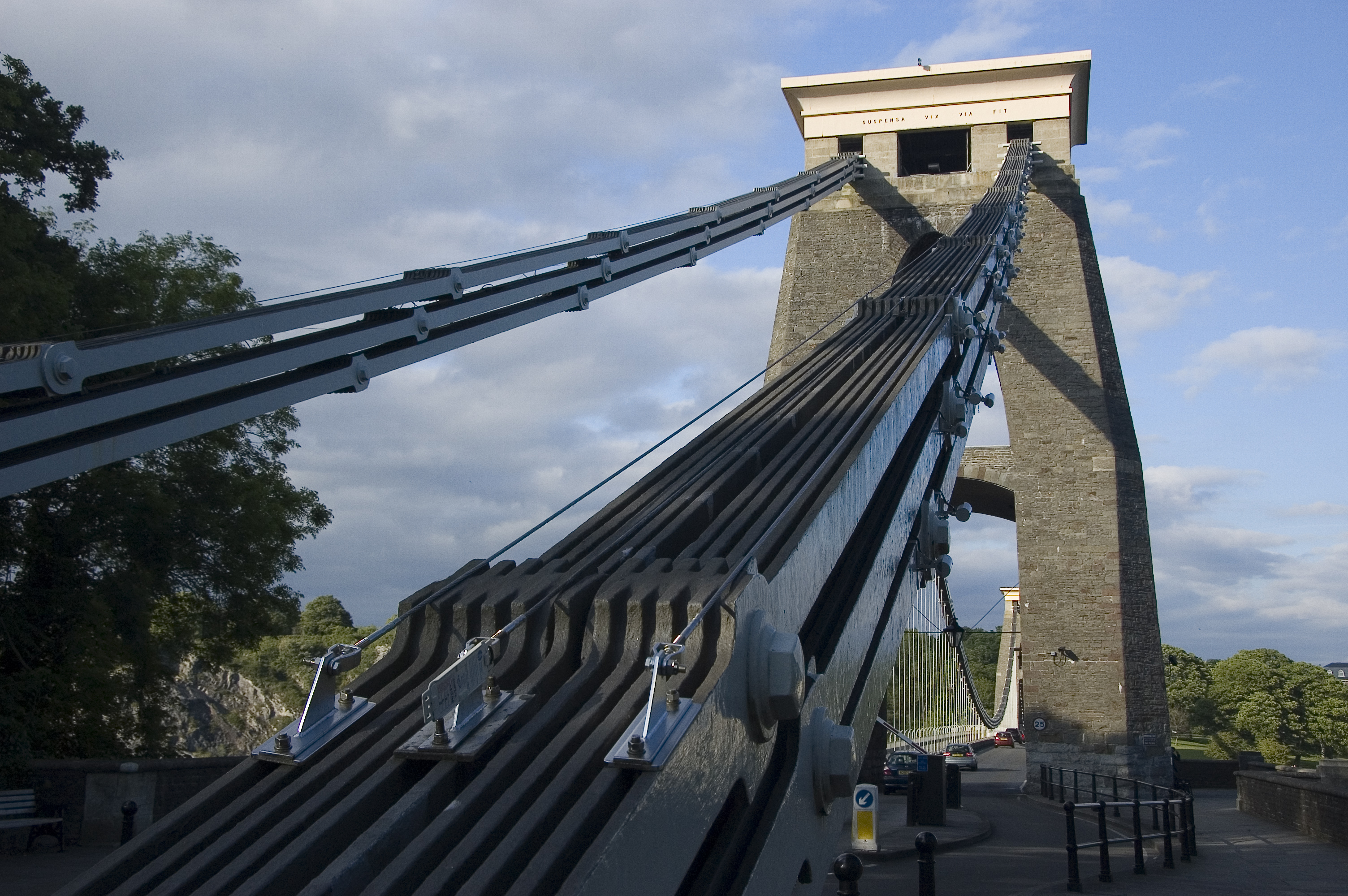
Les chaînes de suspension en fer forgé.

En 1860, le pont suspendu de Hungerford, sur la Tamise, à Londres, construit par Brunel, fut démoli pour faire place à un nouveau pont ferroviaire à la gare de Charing Cross : ses chaînes furent donc rachetées pour servir au pont de Clifton. Un dessin légèrement révisé fut exécuté par William Henry Barlow et Sir John Hawkshaw. Ce pont était plus large, plus haut et plus fort que celui projeté par Brunel, à triples chaînes (au lieu de doubles), et les tours furent laissées brutes plutôt que de les achever en style égyptien. Le travail reprit donc en 1862, et fut achevé en 1864. Le pont fut inauguré le 8 décembre 1864, jour marquant la date de son ouverture.
Le pont est resté en service depuis lors : il est aujourd'hui géré par une société créée par  acte du parlement de 1952. Un péage est perçu pour les véhicules, mais non pour les cyclistes et les piétons. Le pont est normalement illuminé la nuit, avec un éclairage modernisé en 2006, à l'occasion de fêtes commémorant le bicentenaire de la naissance de Brunel.

## Événements, anecdotes

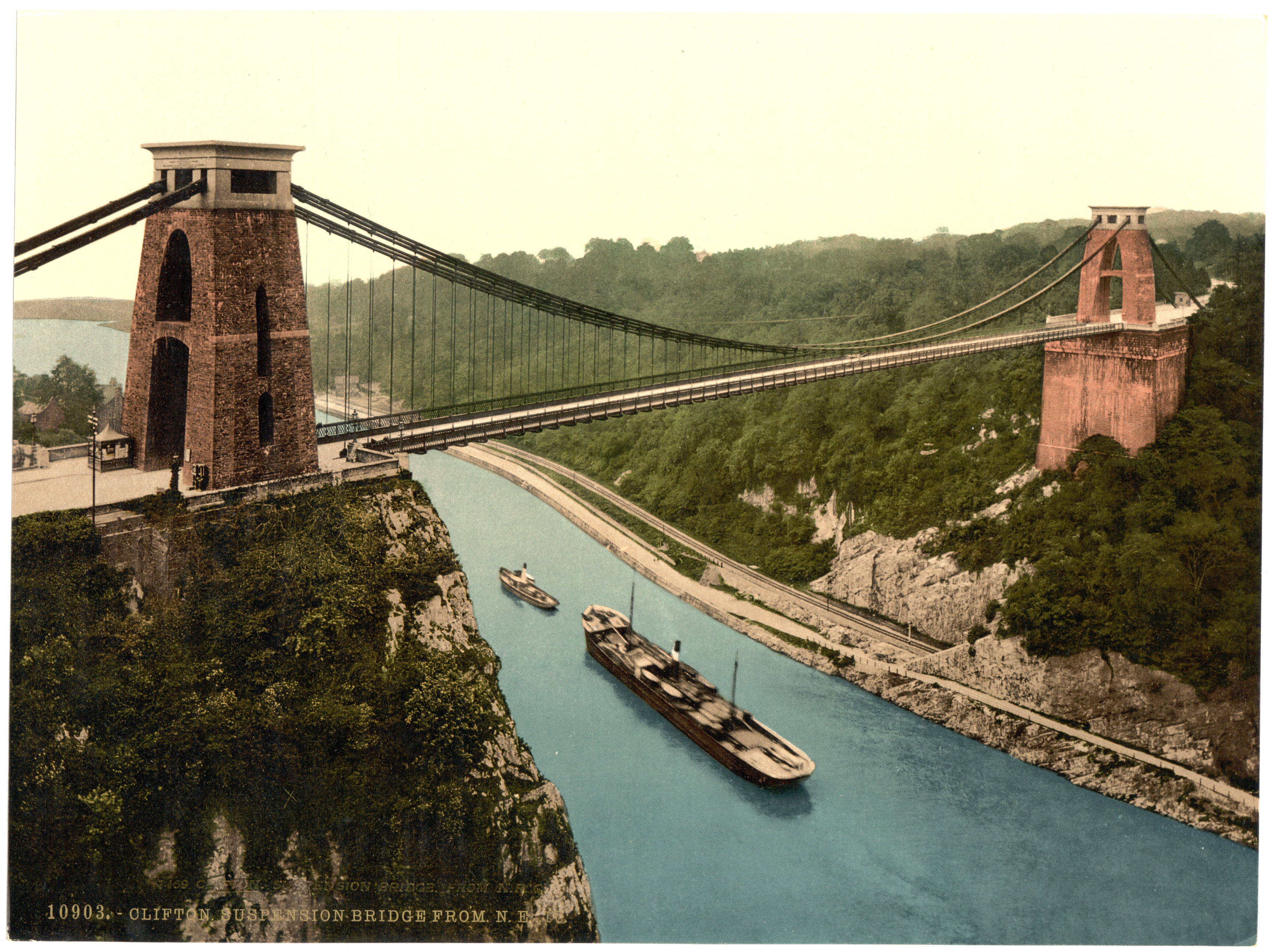
Le pont de Clifton, vers 1900, vu du belvédère.

Le 14 novembre 1910, le français Maurice Tétard est le premier aviateur à survoler le pont suspendu aux commandes d'un biplan Bristol Boxkite.  
Le 26 novembre 2003, le dernier vol Concorde (Concorde 216) passa au-dessus du pont de Clifton : ce fut un moment symbolique commémorant les exploits de la ville de Bristol dans le domaine des techniques de pointe.  
En 2002, il fut découvert que le grand contrefort de grès rouge, côté Leigh Woods, n'était pas, comme on l'avait pensé durant tant d'années, de pierre massive, mais construit sur douze chambres voûtées jusqu'à une hauteur de 35 pieds (11 m). En 2003, on pensa que le poids des foules qui revenaient du festival d'Ashton Court et de la Fête Internationale des Ballons de Bristol causerait une trop grande tension sur le pont, et il fut décidé de le fermer à toute circulation, y compris aux piétons, durant la totalité des festivités de 2004.

## Dimensions
- Longueur totale : 1351 pieds (412 m)
- Tablier :  702 pieds (214 m)
- Largeur :  31 pieds (9,4 m)
- Hauteur de tours : 86 pieds (26 m)
- Hauteur au-dessus des hautes eaux : 245 pieds (74 m)
- Circulation : 3,2 millions de véhicules par an